# Statuenmenhir U Nativu
Der Statuenmenhir U Nativu (auch de Nativu) steht unter einem Schutzdach in einem Park im Dorf Patrimonio im Département Haute-Corse auf der französischen Mittelmeerinsel Korsika.
Der Statuenmenhir, den man 1964 im nahen Barbaggio gefunden hat, ist etwa 2,3 m hoch und einer der wenigen korsische Menhire aus Kalkstein. Er wird ins 1. Jahrtausend v. Chr. datiert und gehört zur waffenlosen Nordgruppe des Megalithikums III. Der Menhir hat hervorgehobene Schultern, ein maskenartiges Antlitz mit Ohren und Kinn. Anstelle des Brustbeins ist eine gravierte Rille zu sehen.

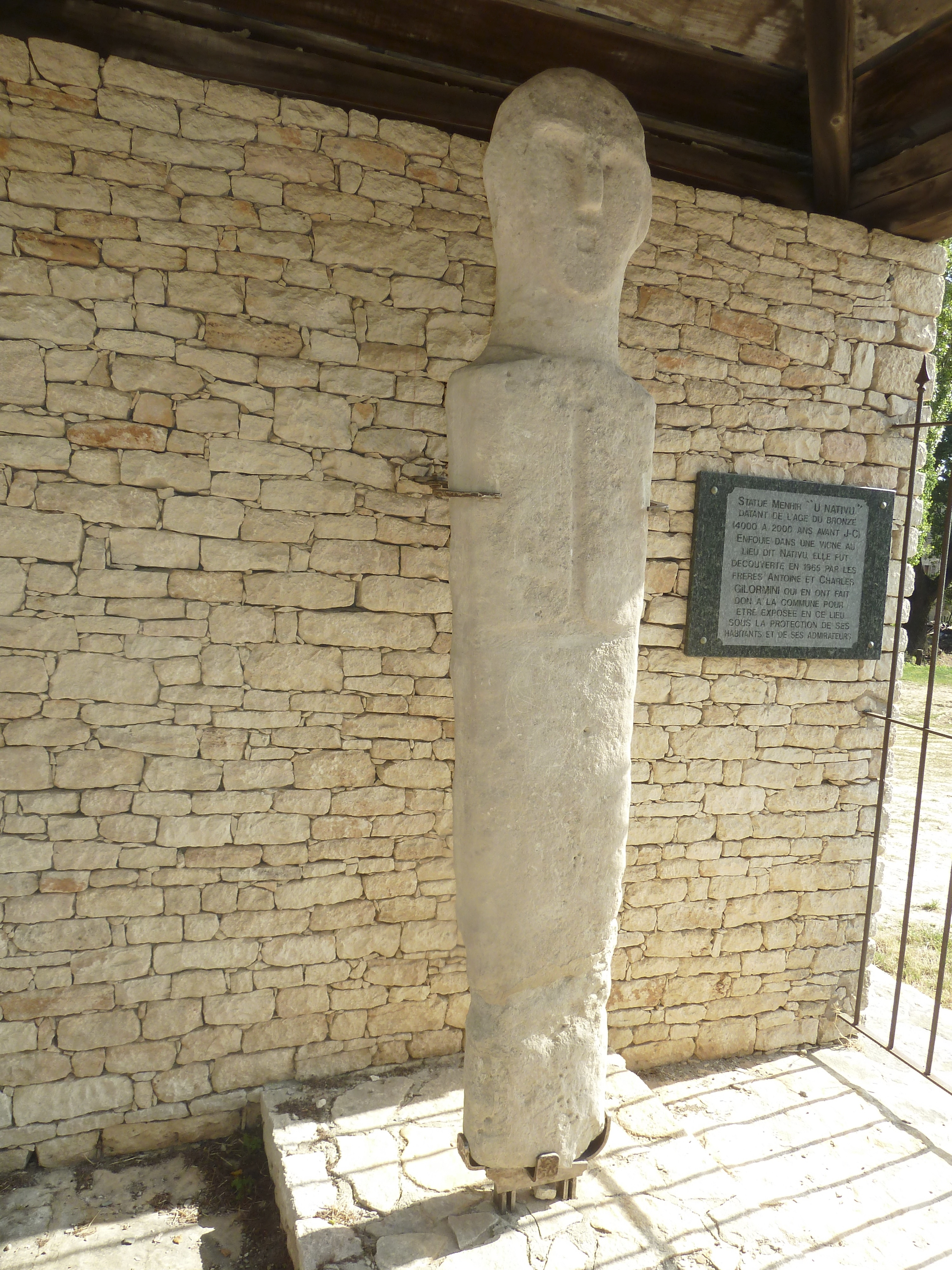
U Nativu
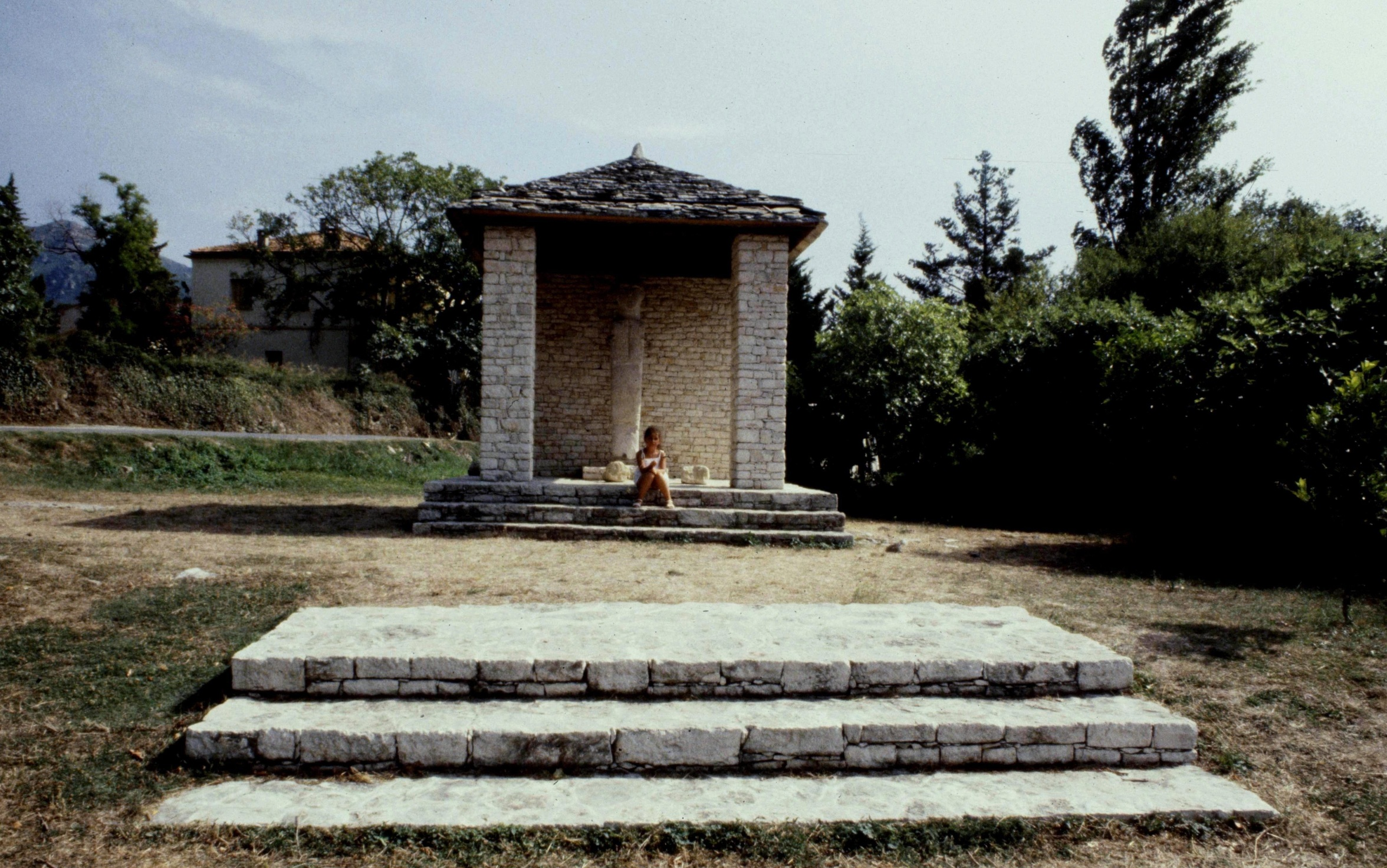
U Nativu unter dem Schutzdach